# Dubois, Wyoming
Dubois [ˈdjuːbɔɪz] är en småstad (town) i Fremont County i västra Wyoming i USA. Staden hade 971 bofasta invånare vid 2010 års folkräkning.

## Geografi
Dubois ligger vid Wind River som här rinner österut mot Riverton. Floden är ett av de största biflödena till Bighorn River.

## Historia
Orten var tidigare känd som Never Sweat, på grund av de varma och torra vindarna i regionen. När Dubois fick sitt första postkontor accepterades inte namnet som officiellt namn på postorten, och därför kom staden att officiellt döpas efter Fred Dubois, som då var senator för Idaho. Lokalborna valde dock att uttala namnet med amerikanskt istället för franskt uttal, "Dew-boiz", med betoning på första stavelsen.
De första kända invånarna i regionen var Bergsshoshoner, "Sheepeaters", som flyttade genom Wind River-dalen på sina årliga migrationer från Great Plains till Yellowstone och vidare. Wind River-dalen har många arkeologiska spår efter bergsshoshonerna som levde i området i hundratals år innan de tvingades till ett närbeläget reservat. Bland annat har man här hittat petroglyfer, jaktfällor och stencirklar efter tipier.
De första europeiska upptäckarna i området var pälsjägarna Francois och Louis Verendrye, åren 1742–43. Under de följande åren besöktes dalen regelbundet av pälsjägare fram till början av 1800-talet. Jim Bridger besökte området på väg till Yellowstone 1807 och döpte de närbelägna Union Pass och Union Peak. I slutet av 1870-talet kom de första nybyggarna till dalen.
Robert LeRoy Parker, känd som Butch Cassidy, köpte en ranch i utkanten av Dubois år 1890. Welty's General Store i Dubois, som fortfarande är i drift, hade honom som en av sina tidiga stamkunder. En staty över Butch Cassidy har i modern tid rests i staden. 1913 expanderade staden med ett hotell, en bar och en lanthandel, inför ankomsten av skandinaviska skogsarbetare anställda av Wyoming Tie and Timber Company under det följande året. De historiska byggnaderna från denna tid finns fortfarande kvar i ortens centrum. 1914 blev orten stad och fick kommunalt självstyre.
St. Thomas Episcopal Church grundades 1910 av missionären John Roberts som missionerade bland ursprungsamerikaner i Wind River-dalen. Charles Moore grundade ranchturismen i området genom anläggandet av Ramshorn Ranch och Camp Yellowstone vid mynningen av DuNoir Creek väster om Dubois 1907.
Landskapet omkring Dubois uppvisar många spår av flottrännor som byggdes av skandinaviska skogsarbetare för att transportera järnvägssliprar till de stora järnvägsbyggena i västra USA. Sliprarna höggs på plats och flottades längs Wind River och vidare till Riverton 100 kilometer österut för vidare behandling. 
Staden drabbades av en stor brand 30 december 2014, då ett halvt kvarter i stadskärnan brann ned.

## Kultur och sevärdheter
Dubois Museum har utställningar om naturhistoria och kulturhistoria i Upper Wind River Valley. National Bighorn Sheep Interpretive Center har utställningar omkring tjockhornsfåret, och har bevarandet och studerandet av den största flocken i USA som övervintrar i Whisky Basin som särskild uppgift.
Dubois har bland annat tack vare det natursköna läget många författare, konstnärer, fotografer och musiker bland sina invånare och ett aktivt kulturliv. Årligen anordnas en nationell konstutställning, en vinterfestival med hundspannskapplöpningar och en workshop för låtskrivare som leds av countryartisten Skip Ewing. På sommaren anordnas en square dance och en regional rodeo varje vecka.

## Kommunikationer
Genom staden går U.S. Route 26/287.

## Kända invånare
- Butch Cassidy, egentligt namn Robert Leroy Parker, ranchägare och laglös, ledare för Wild Bunch.
- Matthew Fox (född 1966), skådespelare, växte upp utanför Dubois.
- Michael Hossack (1946–2012), trumslagare i The Doobie Brothers.
- Gale W. McGee  (1915–1992), demokratisk politiker, senator för Wyoming 1959–1977.
- Chance Phelps (1984–2004), marinkårssoldat.